# Burg Odendorf
Die sogenannte Burg Odendorf ist ein Burghaus in Odendorf, einem Ortsteil der Gemeinde Swisttal im Rhein-Sieg-Kreis im Süden Nordrhein-Westfalens, das 1678 errichtet wurde. Das Gebäude an der Orbachstraße 24 ist ein geschütztes Baudenkmal.
Von der ehemaligen wasserumwehrten Hofanlage ist heute nur noch das Burghaus erhalten. Der nahezu quadratische Backsteinbau wird von einem Zeltdach gedeckt. An der Rückseite erreicht man über eine Freitreppe das barocke Portal, das mit einem Oberlicht versehen ist. Die Fenstergewände sind mit Ohren geschmückt.  
An der Straßenseite befinden sich rechts und links des Hauses in der Hofmauer jeweils durchgiebelte Tordurchfahrten.

## Weblinks

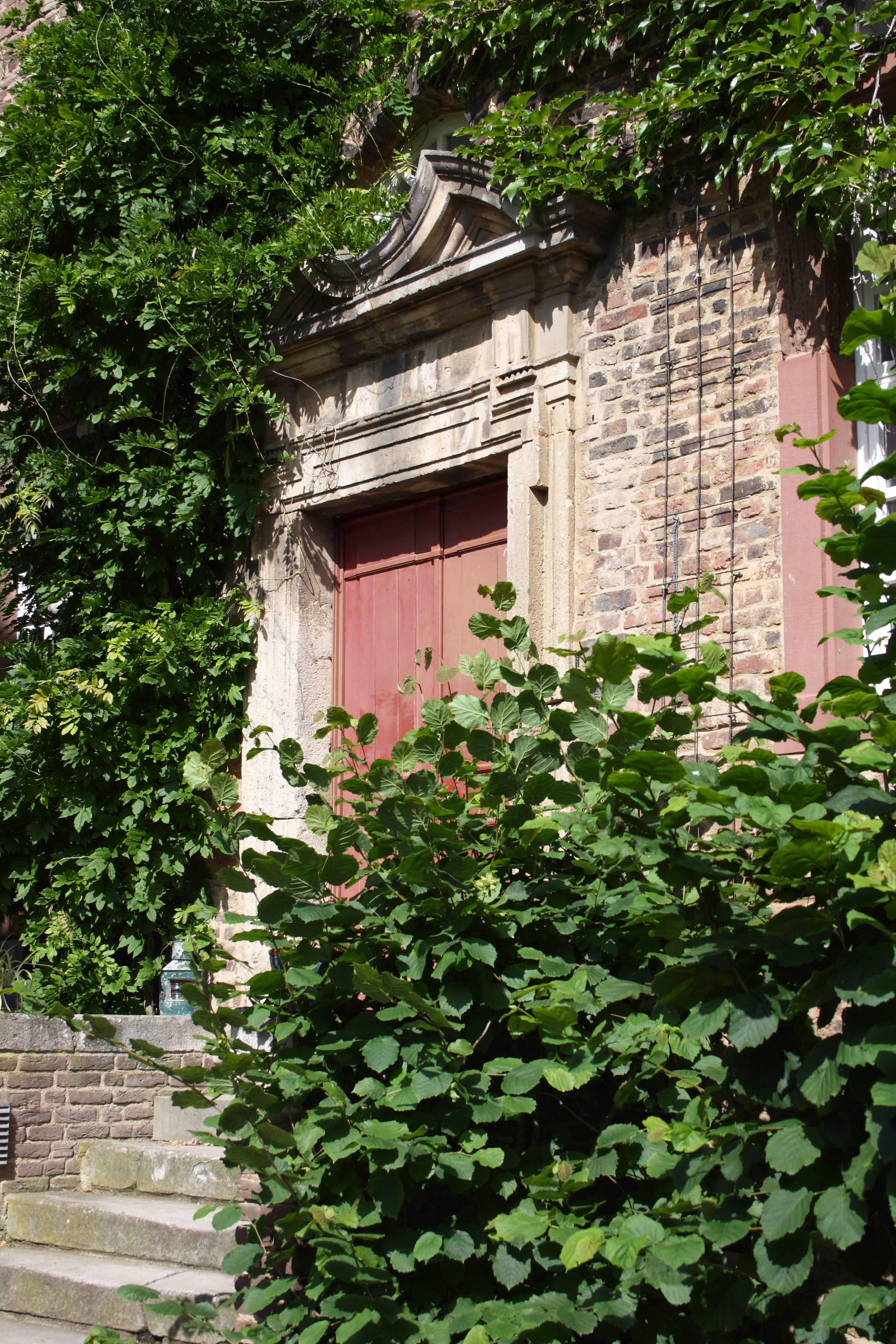
Barockportal